# Tillandsia spiralipetala
Tillandsia spiralipetala är en gräsväxtart som beskrevs av Eric J. Gouda. Tillandsia spiralipetala ingår i släktet Tillandsia och familjen Bromeliaceae. Inga underarter finns listade i Catalogue of Life.